# Campoo de Yuso
Campoo de Yuso är en kommun i Spanien.  Den ligger i den autonoma regionen Kantabrien i norra delen av landet, 290 km norr om huvudstaden Madrid. Antalet invånare är 673 (2024). Arean är 89,47 kvadratkilometer.